# 주철규
주철규(?~)는 조선민주주의인민공화국의 정치인이다. 조선로동당 중앙위원회 위원 겸 당 중앙정치국 후보위원이다. 현재 내각 부총리 겸 농업위원회 위원장이다.

## 경력
내각 농업성 국장을 거쳐 2020년 황해남도 농촌경리위원회 위원장을 지냈다. 2021년 1월 개최된 조선로동당 제8차 대회에서 조선로동당 중앙위원회 위원으로 선출되었고, 이어서 열린 최고인민회의 제14기 제4차 회의에서 내각 부총리 겸 농업위원회 위원장으로 선출되었다. 이후 2월 초에 개최된 조선로동당 제8기 2중 전회에 참석하여 농업분과협의회를 지도했고, 같은 달 25일 내각 전원회의 확대회의에서 김광남, 마종선 등과 함께 토론을 담당했다.

## 기타
2022년 5월, 현철해 사망 당시에 국가장의위원회 위원을 맡았다.